# ساندرا نيومان
ساندرا نيومان (بالإنجليزية: Sandra Newman)‏ (6 نوفمبر 1965، بوسطن في الولايات المتحدة)؛ روائية أمريكية.